# Parafia św. Wawrzyńca w Przysiersku
Parafia Świętego Wawrzyńca w Przysiersku – parafia rzymskokatolicka, znajdująca się w diecezji pelplińskiej, w dekanacie Świecie nad Wisłą.